# Zé Baiano
Josè Aleixo Ribeiro da Silva detto Zé Baiano (Areias, ... – Frei Paulo, 7 luglio 1936) è stato un brigante Cangaço brasiliano.
Zé Baiano era uno dei più famosi capi Cangaços, attivi nella regione del Sertão del Brasile negli anni 30 del XX secolo. Spietato e crudele, era tra i ribelli maggiormente temuti e più pericolosi.
Conosciuto anche con i soprannomi negativi di ferrador de gente ("marchiatore della gente") e di pantera negra dos sertões ("pantera nera del Sertão"), fece parte per un certo tempo della famosa banda di Lampião, dalla quale se ne distaccò per agire autonomamente con i suoi compagni. Venne ucciso in uno scontro a fuoco nel luglio 1936 nel territorio del municipio di Frei Paulo.

## Biografia
Josè Aleixo ("Ze Aleixo"), il futuro cangaceiro, nacque nell'arida regione di Areias, vicino a São Saité, nella regione dell'attuale Macururé, figlio di due poveri pastori di pecore e capre, Teodora e Faustino Ribeiro da Silva; il padre era fratello di Antônio e Cirillo di Engrácia. Il giovane negli anni dell'infanzia collaborava nell'allevamento del bestiame e lavorava anche come falegname e muratore nella manutenzione delle modeste abitazioni delle popolazioni locali.
La vita di Josè Aleixo cambiò completamente nel 1925; lo zio Antônio de Engrácia uccise un personaggio potente e facoltoso locale, di conseguenza l'intera famiglia dovette subire le conseguenze del crimine e cercare protezione da alcuni proprietari terrieri, prima Inácio Grande e quindi Gregório da Pedra da Chica nel Pernambuco. Fu in questo periodo che il giovane divenne noto come Zé Baiano e decise di passare alla ribellione aperta contro i latifondisti del Sertão entrando, nel 1926, nella famosa banda cangaceiro di Lampião. Dopo un periodo iniziale di alcuni mesi nella banda, Zé Baiano divenne definitivamente un membro del gruppo di Lampião nel luglio 1929. Nella banda militavano anche due cugini di Zé Baiano: Zé Sereno e Manoel Moreno.
Secondo le fonti tradizionali, Zé Baiano dimostrò subito crudeltà e ferocia; è passata alla leggenda il suo brutale comportamento verso le sue vittime, le quali venivano marchiate a fuoco con ferri con le iniziali "JB" (José Baiano). Queste efferate torture venivano inflitte soprattutto sul volto o nel pube di donne che per il loro comportamento, il loro aspetto o il loro abbigliamento, egli riteneva di facili costumi e quindi meritevoli della punizione. Per questa barbara usanza, Zé Baiano divenne noto anche come il ferrador de gente: il "marchiatore della gente". Secondo alcune fonti, l’implacabile ferocia di Zé Baiano verso le donne che, a suo parere, tenevano comportamenti moralmente discutibili derivava dalla tragica esperienza vissuata in precedenza con la sua compagna, la giovane e avvenente Lidia, che egli aveva rapito per amore e aveva gratificato con ricchi doni di oro e gioielli. La giovane Lidia aveva tradito il compagno con il coetaneo Bem-Te-Vi; scoperta, la ragazza aveva ammesso le sue colpe di fronte a Lampião e Zé Baiano che, accecato dalla gelosia e dalla passione, aveva ucciso brutalmente con le proprie mani la compagna. Altre fonti invece escludono un collegamento causale tra il dramma di Lidia e il rito di Zé Baiano di "marchiare" le sue vittime femminili; autori brasiliani affermano che la brutale consuetudine del capo cangaceiro era iniziata già prima che egli avesse conosciuto Lidia, e in ogni caso era stata praticata anche da altri banditi del sertäo.

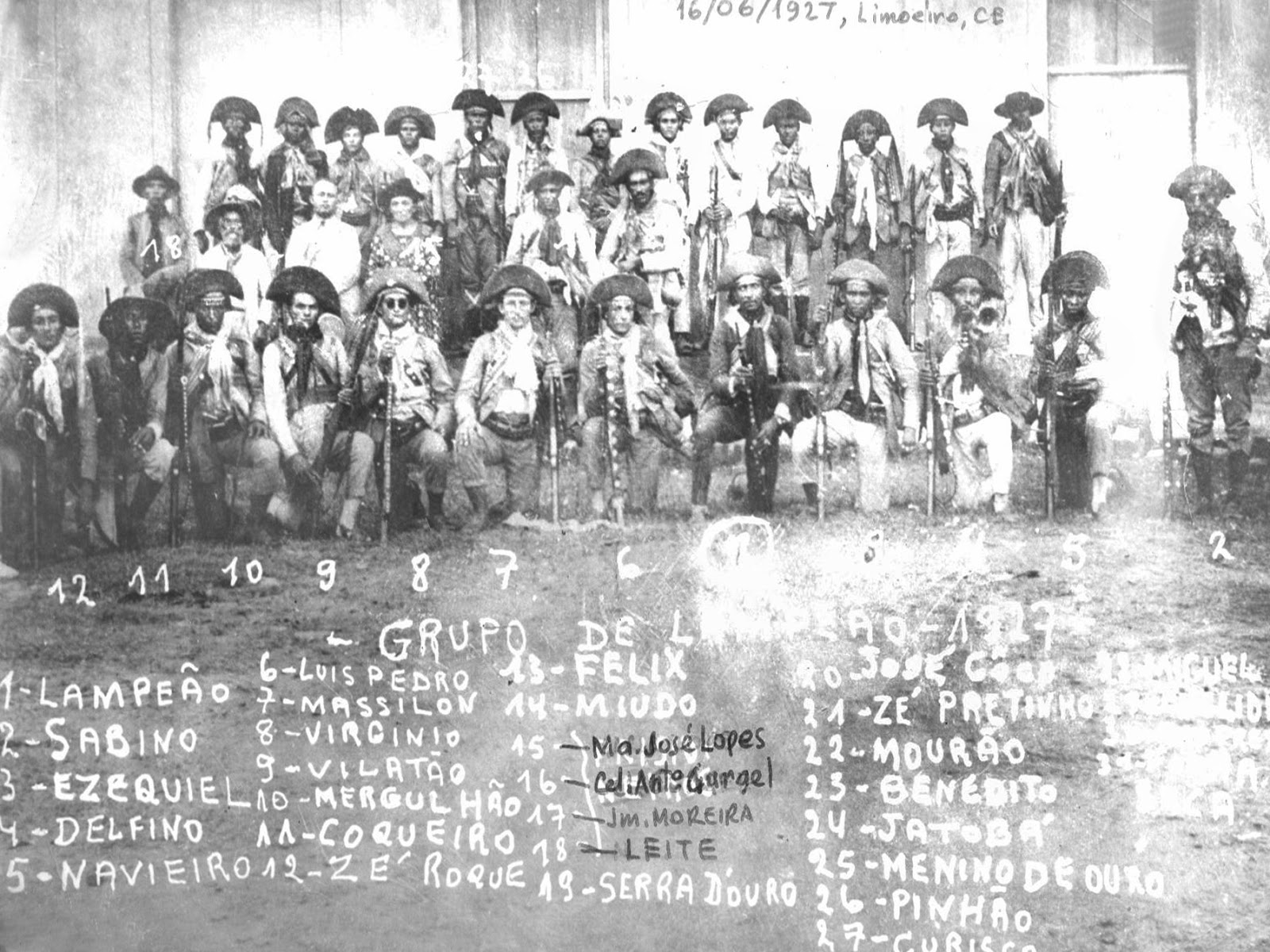
La banda di Lampião nel 1927.

Zé Baiano partecipò alla maggior parte delle incursioni della banda di Lampião e in particolare agli assalti nella regione di Alagadiço che venne devastata la prima volta nel 1930; i cangaceiros irruppero nelle case e saccheggiarono le residenze degli abitanti. La banda di Lampião spadroneggiava facilmente nel territorio del villaggio di Alagadiço che era situato in una posizione strategica e soprattutto era quasi privo di presidi di polizia o esercito. I cangaceiros di Lampião e Zé Baiano ritornarono per tre volte a Alagadiço, dove disponevano di aiuti ed informatori tra cui l'importante coiteiro ("fiancheggiatore", "complice") Antonio Chiquinho che in un primo momento si fece coinvolgere con l'azione dei banditi a cui forniva informazioni sulle "volanti" (corpi speciali della polizia impiegati nella caccia alle bande di cangaceiros) che li inseguivano.
La banda di Lampião ritornò ancora nel territorio di Alagadiço nel 1934; in questa occasione il capo dei cangaceiros decise di lasciare sul posto Zé Baiano a presidiare e devastare la regione e il "ferrador" quindi rimase sul territorio con alcuni suoi fedeli luogotenenti come Demudado, Chico Peste e Acelino, insieme ai quali terrorizzò con le sue violente incursioni le popolazioni, saccheggiando brutalmente e imponendo il suo dominio nell'area Frei Paulo. La banda di Zé Baiano riusciva ad evitare scontri con la polizia e i militari, nascondendosi in case coloniche e nei boschi, contando sull'aiuto dei coiteiros, ma di fatto fu proprio Antônio Chiquinho che mise fine alla violenta carriera del cangaceiro.
Le fonti sono discordanti sui precisi dettagli della vicenda che condusse alla morte di Zé Baiano; sembra che Antônio Chiquinho, stanco di essere inseguito dalla polizia per il suo coinvolgimento e la sua collaborazione con i banditi, decise autonomamente di tendere un'imboscata ai cangaceiros. Il 7 luglio 1936, nel corso di un incontro con i banditi apparentemente per consegnargli dei viveri, Chiquinho e i compaesani Pedro Sebastião de Oliveira (Pedro Guedes), Pedro Francisco (Pedro de Nica), Antônio de Souza Passos (Toinho), José Francisco Pereira (Dedé) e José Francisco de Souza (Biridin), uccisero Zé Baiano e i suoi compagni. La notizia della fine della banda di Zé Baiano venne tenuta segreta per due settimane per evitare possibili rappresaglie di Lampião che peraltro, dopo avere in un primo momento deciso di vendicarsi, rinunciò ad attaccare Frei Paulo che appariva ben difesa dalla sua guarnigione che disponeva anche di un cannone.
Le circostanze della fine di Zé Baiano peraltro non sono chiare; secondo una versione, egli in realtà sarebbe caduto in un agguato tesogli dal padre di una ragazza, di cui egli si sarebbe innamorato, che non acconsentiva all'unione della figlia con il famigerato cangaceiro; Zé Baiano e i suoi sarebbero stati brutalmente uccisi a colpi di coltello mentre dormivano. La stampa brasiliana avrebbe scritto che "il marchiatore delle donne muore per una gonnella". La morte di Zé Baiano ha stimolato la nascita di una serie di leggende popolari; alcuni racconti narrano che sul luogo della sepoltura, "la fossa dei banditi", si sentirebbero ancora le risate e i passi dei fantasmi senza pace dei cangaceiros.
Esistono peraltro versioni ancora più fantasiose della fine di Zé Baiano; secondo un racconto alternativo, egli in realtà non sarebbe morto il 7 luglio 1936 ma avrebbe invece architettato la finzione della sua uccisione e della sepoltura nella "fossa dei banditi", come copertura per poter interrompere definitivamente l'attività criminale e ritirarsi al sicuro; alcuni lo avrebbero riconosciuto ancora vivo negli anni cinquanta.